# Hochkönig
Hochkönig är ett berg i Österrike. Det ligger i distriktet Sankt Johann im Pongau och förbundslandet Salzburg, i den centrala delen av landet. Toppen på Hochkönig är 2 941 meter över havet. Klättringsstigen till bergets topp bedöms av Deutscher Alpenverein som ganska svår och den är delvis säkrad med kedjor. Berget är den högsta toppen i Berchtesgadener Alpen.
I omgivningarna runt Hochkönig finns i huvudsak kala bergstoppar och bergsängar.